# (10290) Kettering
(10290) Kettering es un asteroide perteneciente al cinturón de asteroides, región del sistema solar que se encuentra entre las órbitas de Marte y Júpiter, descubierto el 17 de septiembre de 1985 por el equipo del Observatorio Oak Ridge desde la Estación George R. Agassiz, en Harvard (Massachusetts), Estados Unidos.

## Designación y nombre
Designado provisionalmente como 1985 SR. Fue nombrado por el Grupo Kettering de detectives espaciales aficionados, fundado en la década de 1960 por G.E. Perry, monitoreaba y analizaba transmisiones de radio desde satélites soviéticos, a menudo aprovechando las noticias oficiales. Los jóvenes estudiantes de Perry finalmente se complementaron con una gama mundial de aficionados que continúan el trabajo del Grupo.

## Características orbitales
Kettering está situado a una distancia media del Sol de 2,389 ua, pudiendo alejarse hasta 2,860 ua y acercarse hasta 1,918 ua. Su excentricidad es 0,197 y la inclinación orbital 2,894 grados. Emplea 1348,94 días en completar una órbita alrededor del Sol.
Pertenece a la familia de asteroides de (135) Hertha.

## Características físicas
La magnitud absoluta de Kettering es 14,30. Tiene 4,087 km de diámetro y su albedo se estima en 0,242. 